# Groupe Dubreuil
Groupe Dubreuil S.A. ist eine französische Holdinggesellschaft, die über ihre Tochtergesellschaften ein Portfolio an Unternehmen, u. a. Fluglinien wie Air Caraïbes und French Bee, betreibt. Die westfranzösische Gruppe wird als Familienunternehmen geführt und hat Geschäftsinteressen in der Luftfahrt, Automobil, Bau- und Landwirtschaft, Supermärkte, Vertrieb und Energie. Groupe Dubreuil wurde 1981 gegründet und hat den Sitz in Bellevigny, 60 km südlich von Nantes. Seit 2009 ist Paul-Henri Dubreuil Präsident und CEO der Gruppe.

## Unternehmensentwicklung

### Anfang mit einer „Epicerie“
Der passionierte Luftfahrtenthusiast und Pilot Jean-Paul Dubreuil hatte mit 16 Jahren eine Pilotenausbildung absolviert und im Jahr 1966, mit 24 Jahren, auch von seinem verstorbenen Großvater eine „Epicerie“ (Lebensmittelgeschäft, auch „Tante-Emma-Laden“) in La Roche-sur-Yon geerbt. Im Laufe der Jahrzehnte wandelte er das kleine Familienunternehmen langsam aber stetig um in die Bereiche Supermärkte, Logistik und Luftverkehr. Groupe Dubreuil wird heute von seinem Sohn Paul-Henri Dubreuil (* 1971) geleitet.

### Einstieg in den Luftverkehr

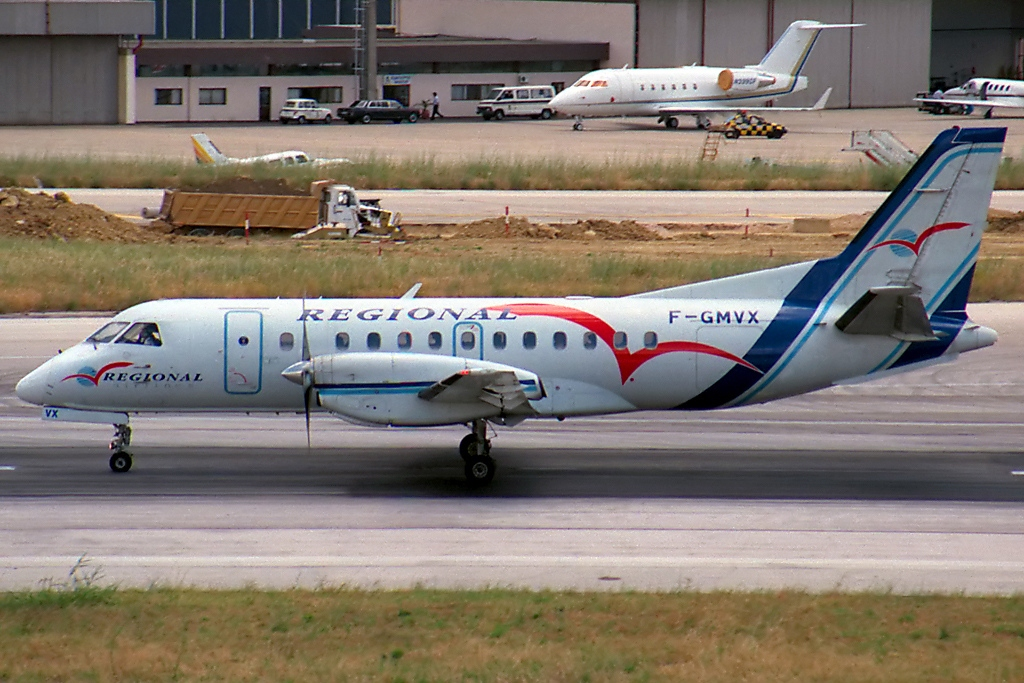
Eine Saab 340B der Régional Compagnie Aerienne auf dem Flughafen Lissabon, Juni 1996.

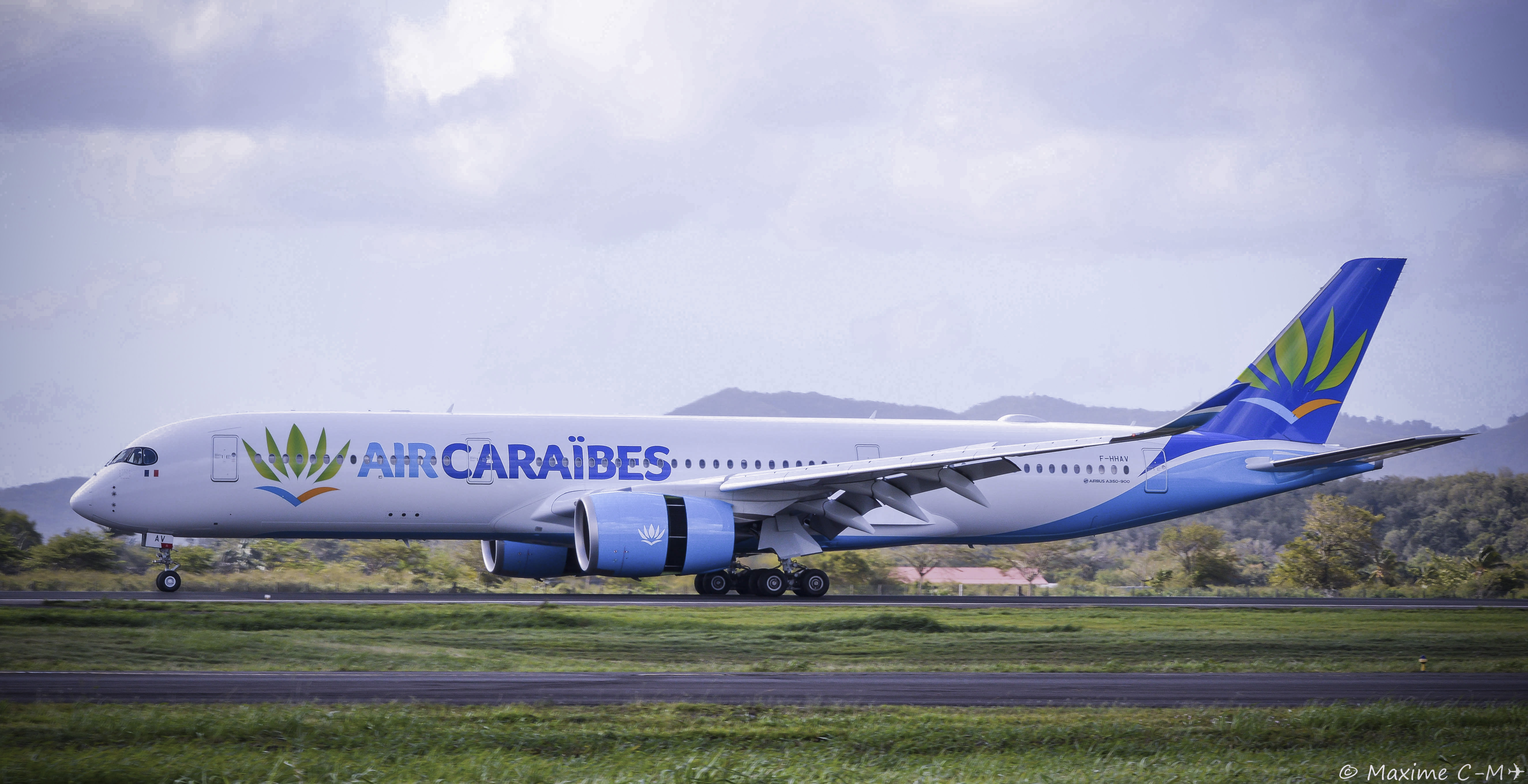
Ein Airbus A350-900 der Air Caraïbes auf dem Flughafen von Martinique, März 2017.

Der Einstieg in die Luftfahrt kam 1975 als Dubreuil die ehemalige Regionalfluglinie Air Vendée startete und diese 1992 mit der ebenfalls von ihm gegründeten Regional Airlines fusionierte. Die neu entstandene regionale Fluggesellschaft wurde in Frankreich unter „Air Régional“ schnell bekannt und beliebt. Sie bot, erstmals in Frankreich, vor allem Querverbindungen innerhalb des Hexagons mit dem Flughafen Clermont-Ferrand als Drehkreuz, und nicht wie sonst üblich über Paris. Dies kam natürlich bei Air France auf Dauer nicht gut an; so kam es, dass Air Régional hinterher an die nationale Gesellschaft verkauft wurde, wo sie am Ende in der Billigfluggesellschaft Hop! aufging.
Mit dem Erlös aus dem Verkauf der Air Régional ging Jean-Paul Dubreuil in die Karibik und kaufte 2000 die lokale Fluglinie Air Guadeloupe, welche er in Air Caraïbes umbenannte. Sie bediente zunächst nur Flugziele innerhalb der Kleinen Antillen, also zwischen Guadeloupe und Martinique, sowie nach Cayenne (Französisch-Guayana). Die Transatlantikroute brachte schließlich 2003 den Durchbruch. Anfangs mit Airbus A330 und seit 2017 mit A350 wird jeweils zum Flughafen Paris-Orly geflogen.
Die Expansion der Groupe Dubreuil erlitt Ende 2015 einen Dämpfer, weil die geplante Übernahme des Verluste schreibenden französischen Ferienfliegers Corsair durch den deutschen Reisekonzern TUI scheiterte. Schon ein Jahr später fügte die Gruppe mit French Bee (früher French Blue) ein neues Unternehmen ihrer Luftsparte hinzu, die kleine Schwester der Air Caraïbes. French Bee ist bis heute die erste und einzige französische Billigfluggesellschaft auf Langstrecken.

### Portfolio aus 7 Unternehmen
Heute operiert Groupe Dubreuil als Holding von insgesamt sieben Unternehmen: Vertrieb von Kfz-Teilen, zuerst für BMW später mit Peugeot als Partner, neuen und gebrauchten Maschinen, Mineralöl und Nahrungsmittel, Ausrüstung für den Einzelhandel, Fluglinien, sowie Hotel- und Gewerbeimmobilien. Die Aktivitäten der Gruppe erstrecken sich vornehmlich auf die Regionen an der Atlantikküste Frankreichs.